# Gazdasági válság

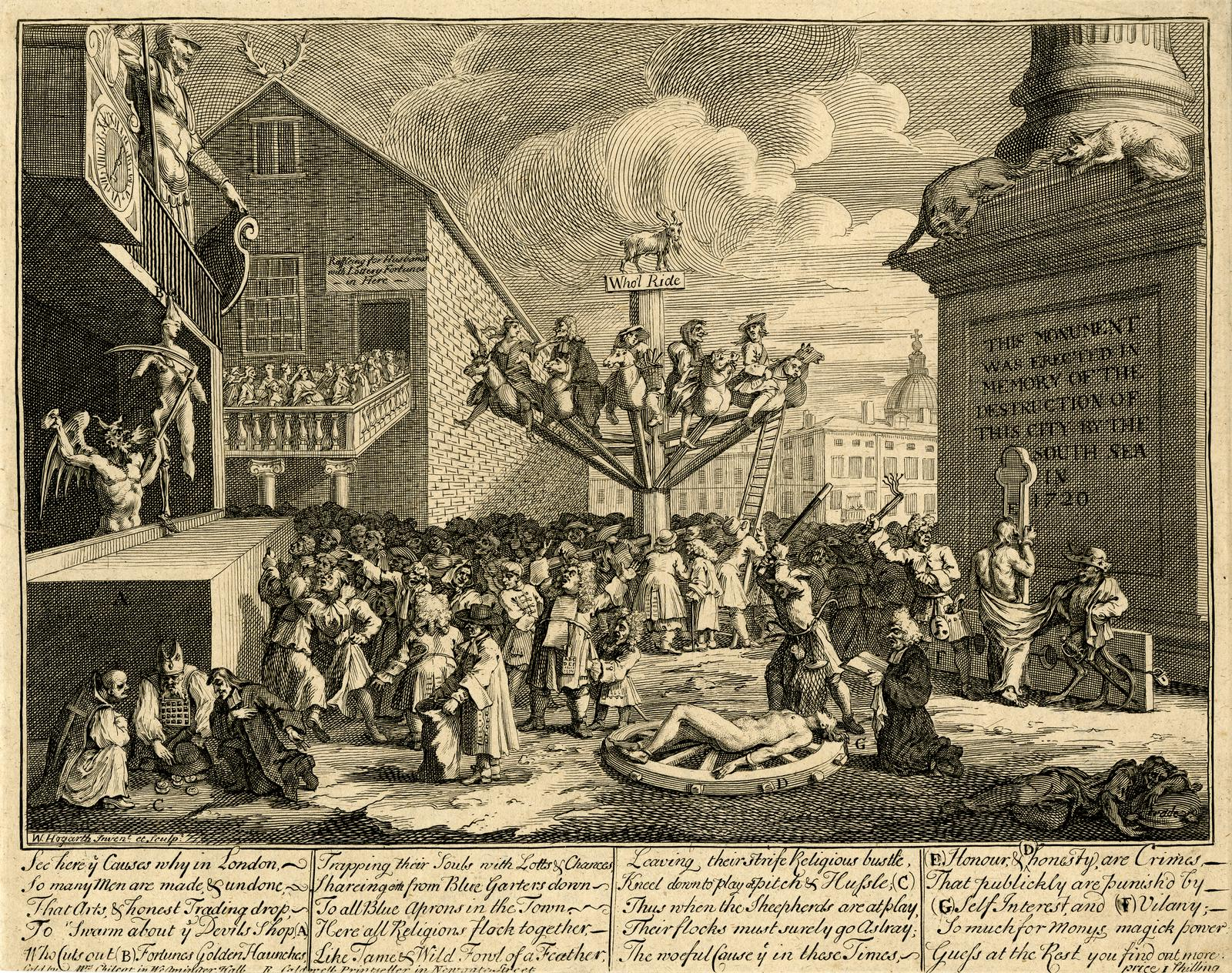
A dél-tengeri buborék nevű brit gazdasági válságról szóló karikatúra 1721-ből

A gazdasági válság közgazdaságtani fogalma legáltalánosabban a gazdasági növekedés negatívba fordulását, a konjunktúra, az üzleti ciklus lehanyatlását jelenti. A gazdasági válság létrejöhet egyes országok nemzetgazdaságában vagy számos országban, egyszerre az egész világon, utóbbit világválságnak nevezzük. A történelmileg legismertebb példája az 1929 és 1933 közötti nagy gazdasági világválság volt.

## Jellemzői
A gazdasági válság hosszú távú gazdasági visszaesés, gyakran a gazdasági, konjunkturális ciklusok része, ahol a gazdaság lassulása követi a gazdasági növekedést és fordítva. Az enyhébb gazdasági visszaesést recessziónak nevezzük.
Jellemzői lehetnek a munkanélküliség növekedése, a vállalkozások bevételeinek csökkenése, a befektetések visszaesése, a pénzügyi nehézségek, csődök, a kereskedelem visszaesése, az általános üzleti lassulás. További jellemzője a devizapiacokon a valutaárfolyamok erős ingadozása, gyakran a leértékelése. A depresszió további jele lehet az árak csökkenése (defláció) vagy éppen túl gyors növekedése, az infláció.

## Elméletek a válságok okairól

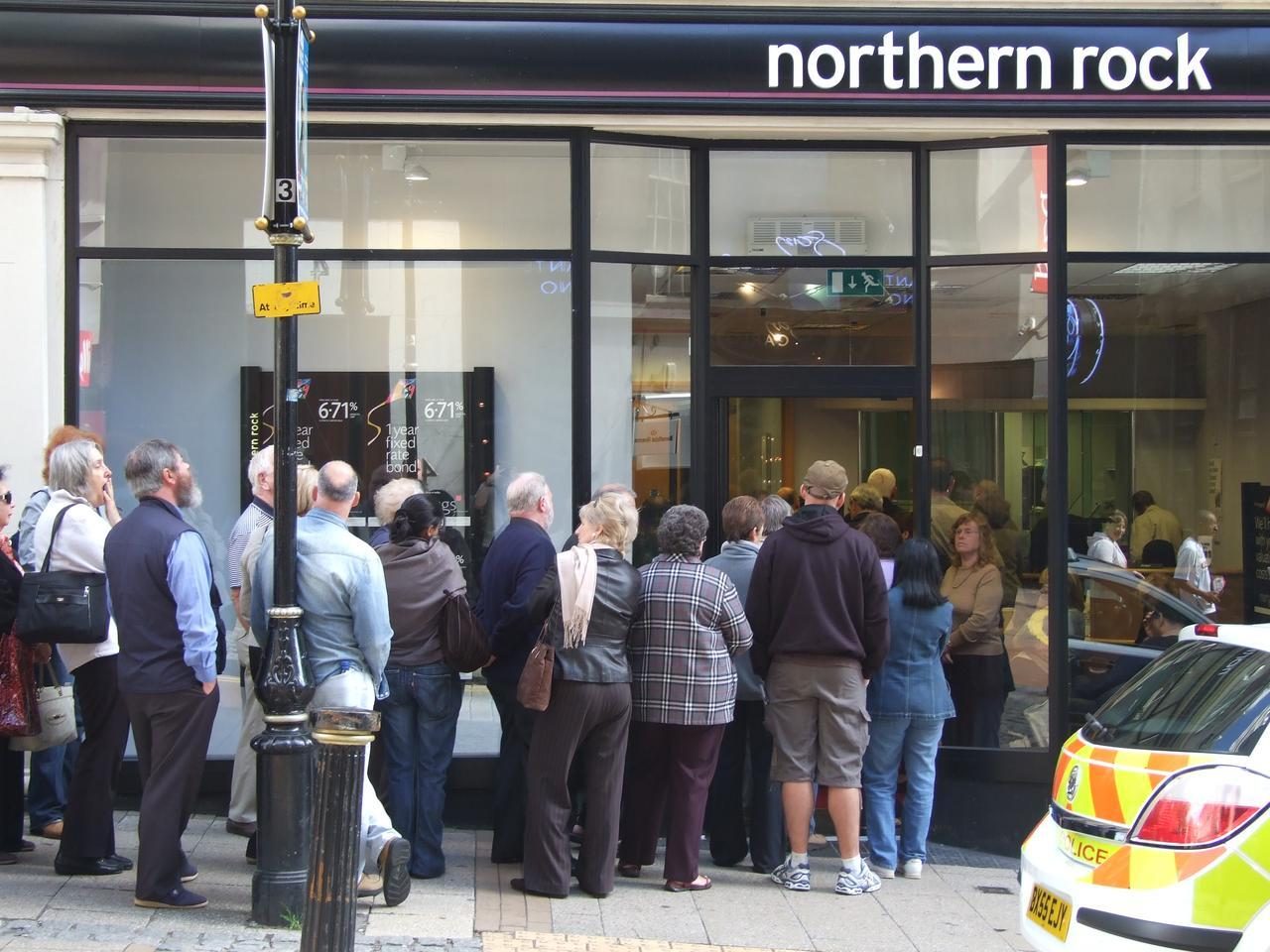
Bankroham Birminghamben 2007-ben

A gazdasági válságokkal, recessziókkal kapcsolatban sokféle eltérő, gyakran egymásnak ellentmondó közgazdasági elmélet keletkezett. Az első átfogó válságelméletet Jean Charles Léonard de Sismondi svájci közgazdász dolgozta ki a 19. század elején.
A gazdasági válságok egy fajtájának, a periodikus tőkés túltermelési válságok elméletét Karl Marx dolgozta ki. Ez az elmélet a 19. század elejétől a szabadversenyes kapitalizmus körülményei között kialakult túltermelési válságok okaival foglalkozott. Az 1929 és 1933 közötti nagy gazdasági világválság nyomán azonban általánossá vált az intenzív állami beavatkozás a nemzetgazdaságok működésébe, és ennek révén sikerült megakadályozni a további rendszeres túltermelési válságok kialakulását. Az ezután bekövetkező recessziók sokkal enyhébbek lettek és általában konkrét, egyedi okokra vezethetők vissza, mint az 1973-as olajválság és a 2008-ban kirobbant gazdasági világválság.

## Fordítás
- Ez a szócikk részben vagy egészben  a   Wirtschaftskrise című német Wikipédia-szócikk ezen változatának fordításán alapul.  Az eredeti cikk szerkesztőit annak laptörténete sorolja fel. Ez a jelzés csupán a megfogalmazás eredetét és a szerzői jogokat jelzi, nem szolgál a cikkben szereplő információk forrásmegjelöléseként.
- Ez a szócikk részben vagy egészben  az   Economic depression című angol Wikipédia-szócikk ezen változatának fordításán alapul.  Az eredeti cikk szerkesztőit annak laptörténete sorolja fel. Ez a jelzés csupán a megfogalmazás eredetét és a szerzői jogokat jelzi, nem szolgál a cikkben szereplő információk forrásmegjelöléseként.